# Mani pulite
Mani pulite (česky čisté ruce) je název celostátní policejní protikorupční akce v Itálii na počátku 90. let dvacátého století. Navazovala na skandál kolem Banco Ambrosiano v roce 1982. Nakonec vedla ke konci tzv. první republiky a k zániku řady politických stran. Někteří politici a průmyslníci poté, kdy byly odhaleny jejich zločiny, spáchali sebevraždu.